# فلورنس هارينغ
فلورنس هارينغ (بالفرنسية: Florence Haring)‏ مواليد 2 أكتوبر 1985 في جنيف، هي لاعبة كرة مضرب فرنسية بدأت مسيرتها كمحترفة سنة 2003 تلعب باليد اليمنى. أعلى تصنيف لها في الفردي كان المركز الـ 213 في سنة 2008. أعلى تصنيف لها في الزوجي كان المركز الـ 255 في سنة 2009.

## روابط خارجية
- فلورنس هارينغ على موقع رابطة محترفات التنس (الإنجليزية)
- فلورنس هارينغ على موقع الاتحاد الدولي لكرة المضرب (الإنجليزية)
- فلورنس هارينغ على موقع إي إس بي إن.كوم (الإنجليزية)